# Selja (Mora)
Pour les articles homonymes, voir Selja.
Selja est une localité de Suède dans la commune de Mora située dans le comté de Dalécarlie.
Sa population était de 548 habitants en 2019.